# Église Sainte-Hedwige de Chicago
L'église Sainte-Hedwige est une église catholique monumentale de Chicago dépendant de l'archidiocèse de Chicago. Construite dans le goût polonais, elle se trouve au 2226 North Hoyen Avenue. Elle est dédiée à sainte Hedwige.

## Historique

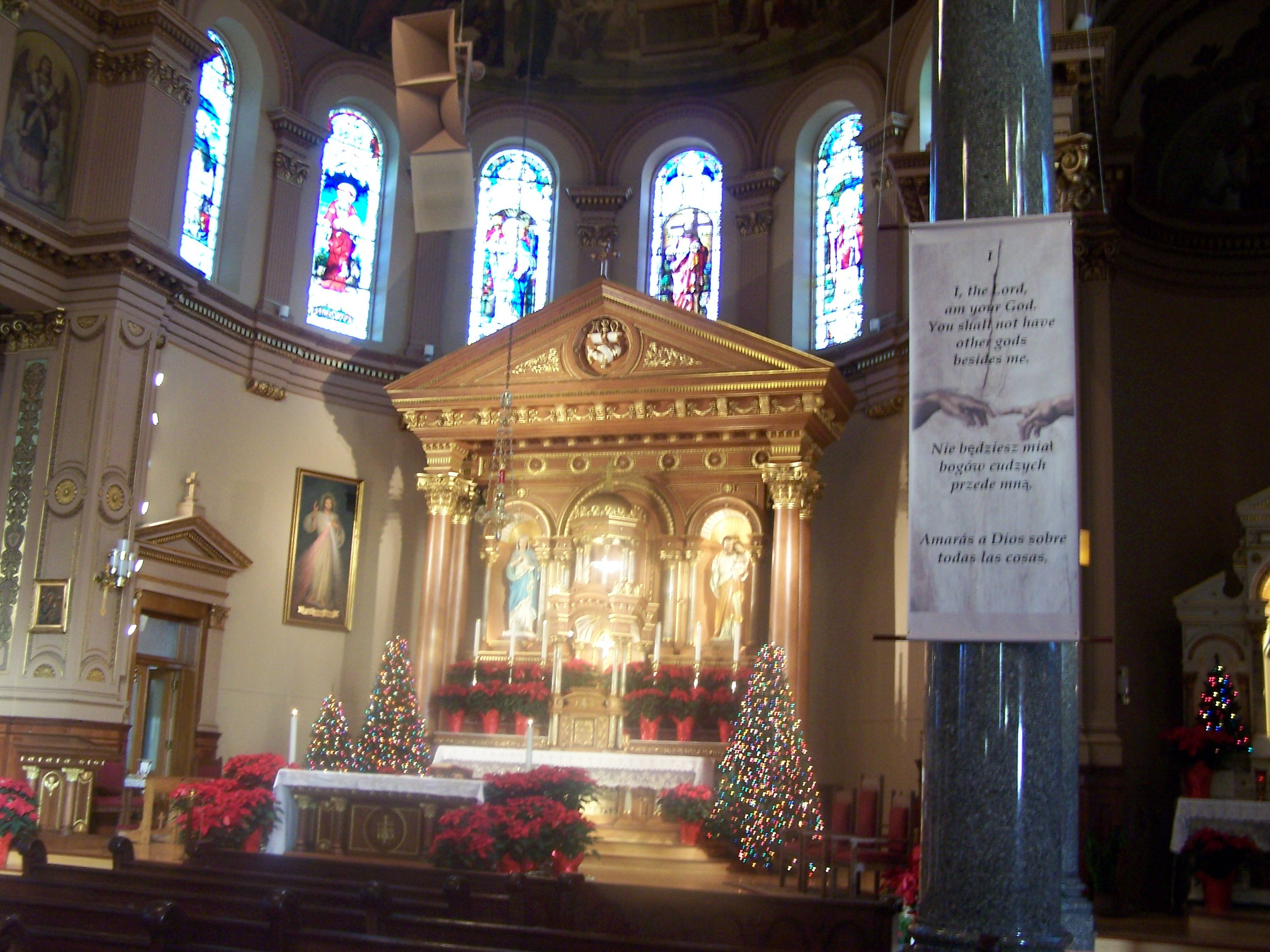
Le maître-autel de l'église décoré pour la Noël 2010

La paroisse a été fondée en 1888 par les résurrectionnistes polonais qui administraient déjà la paroisse de l'église Saint-Stanislas-Kostka, première paroisse historique des Polonais de Chicago.
L'église a reçu la visite du cardinal Wojtila, futur Jean-Paul II en 1977, un an avant son élection au trône de saint Pierre. La paroisse accueille également, depuis la fin du vingtième siècle, une population importante de latino-américains.
Elle est toujours administrée par les pères résurrectionnistes. Les messes sont célébrées en anglais, polonais et espagnol. Le quartier voisin de Bucktown s'est embourgeoisé.

## Architecture
L'église, construite selon les plans d'Adolphus Druiding (en), a été terminée en 1901. Comme d'autres églises polonaises de Chicago, elle rappelle par son style néo-Renaissance la période faste de la Pologne, à l'époque de l'Union polono-lituanienne.
On remarque à l'intérieur de l'église des peintures de Thaddeus Zukotynski (1855-1912), ainsi que celle de John Mallin (1883-1973), offerte en 1938 pour le jubilé de l'église. Les vitraux, originaires de Bavière, sont remarquables.
La forme de l'édicule au-dessus de l'entrée est rappelée par le retable à fronton classique. L'église de briques et de pierres de Bedford peut accueillir 1 500 personnes assises.